# Галлоуэй, Джордж
Джордж Галлоуэй (англ. George Galloway; род. 16 августа 1954, Данди, Шотландия, Великобритания) — британский политический деятель, писатель, журналист, член Палаты общин британского парламента с 1987 года. Первоначально избирался от Лейбористской партии, сначала от округа Глазго Хиллхэд, а позже от округа Глазго Келвин. В октябре 2003 года он был исключён из партии, и в том же году привлёк широкое общественное внимание своей позицией по войне в Ираке.
Впоследствии он стал членом-учредителем партии Respect, от которой он выдвинул свою кандидатуру в парламент страны и был избран в 2005 году от одного из округов Лондона. На выборах 2010 года Галлоуэй выступил неудачно, потеряв своё 23-летнее место в Палате общин. В 2012 году он вновь был избран в парламент, выиграв выборы в округе Брадфорд Уэст. На выборах в 2015 году проиграл кандидату от лейбористов, баллотировавшись в следующий раз только в 2024 году.
Галлоуэй известен своими энергичными кампаниями в защиту Палестины и критикой Израиля, причём его заявления часто критикуются как антисемитские. Он пытался не допустить экономических санкций против Ирака в 1990-х и в начале 2000-х и предотвратить вторжение в страну в 2003 году. Он также известен посещением этого государства, где встретился c президентом страны Саддамом Хусейном.

## Молодость и личная жизнь
Галлоуэй родился в Шотландии, в городе Данди. Его отец был деятелем профсоюзного движения, а мать происходила из семьи ирландских республиканцев (противников «английской оккупации Ирландии»).
Он вырос в районе Чарлстон. Посещал Начальную школу Чарлстон и затем Академию Харрис, где вместе учились дети как протестантов, так и католиков. Во время учёбы в Чарлстоне и Академии Харрис он играл в футбол за школьные команды. Джордж продолжал играть на молодёжном любительском уровне за Уэст-Энд (состав до 12 лет), Lochee Boys Club (до 16-ти) и St Columbus (до 18-ти).
С 1979 по 1999 год он был женат на Элейн Файфф, от которой у него есть дочь Люси.
В 2000 году он женился на Амине Абу-Зайяд, которая подала на развод с ним в 2005 году. Затем он женился на ливанке Риме Хуссейни, которая в мае 2007 родила сына Зеина.
Галлоуэй был крещён и воспитан как католик. Он ушёл из церкви в ранней молодости, но возвратился в середине третьего десятилетия своей жизни. По его словам, в возрасте 18 лет он решил никогда не употреблять алкоголь, и описывает это занятие как имеющее «очень вредный эффект на людей».
Галлоуэй — с детства болельщик шотландского Селтика.

### Членство в Лейбористской партии
Галлоуэй присоединился к Лейбористской партии в 13 лет и через пять лет стал секретарём партии в избирательном округе Западный Данди. Его энтузиазм привёл его к посту вице-председателя Лейбористской партии города Данди и члена шотландского Исполнительного комитета Партии в 1975 году. 5 мая 1977 года он провёл свою первую избирательную кампанию на шотландских окружных выборах, но был не в состоянии получить парламентское место в округе Гиллбёрн, Данди. Он был побеждён независимым кандидатом Банти Тёрли, которая была деятельницей профсоюзного движения и лозунг кампании которой звучал как «довольно значит довольно» («enough is enough»). Его поддержка права палестинского народа на независимое государство началась в 1974 году, когда в Данди он встретил палестинского активиста; он поддержал действия Муниципалитета Данди, который вывесил палестинский флаг в здании городского парламента. В 1980 году он был одним из инициаторов объявления Данди и палестинского Наблуса городами-побратимами.
В 1981 году Галлоуэй написал статью в «Шотландском Марксисте» (Scottish Marxist), в которой поддержал присоединение Коммунистической партии к Лейбористской партии. В ответ Денис Хили, заместитель лидера Лейбористской партии, неудачно пытался удалить Галлоуэя из лейбористского списка кандидатов в парламент. Галлоуэй на митинге утверждал, что это было его личной точкой зрения, а не позицией партии. Денис Хили поставил вопрос об исключении Галлоуэя из списка кандидатов на партийное голосование, но его предложение поддержало лишь 5 человек из 13 голосовавших.

## Парламентская карьера и общественная деятельность

### «Война с нуждой»
С ноября 1983 по 1987 гг. Галлоуэй был Генеральным секретарём британской благотворительной организации «Война с нуждой» (War On Want), которая ведёт кампании против бедности во всём мире. В этой должности он очень часто выезжал за границу и публиковал рассказы очевидца голода в Эритрее в 1985 году, которые были опубликованы в «Sunday Times» и «The Spectator».
«Daily Mirror» обвиняла его в том, что он живёт роскошно за счёт благотворителей. Независимые аудиторы не нашли нецелевого употребления фондов, хотя он всё же возместил 1720 £ по некоторым сомнительным статьям его расходов. Позже в суде он выиграл у «Mirror» 155000 £, так как издание не смогло доказать достоверность приводимых на своих страницах сведений. Через два года после того, как Галлоуэй ушёл из этой организации и стал членом парламента от Лейбористской партии, британское правительство занялось расследованиями в фондах War on Want. Оно нашло бухгалтерские нарушения за период с 1985 по 1989 годы, но практически никаких свидетельств неблаготворительного использования денег. Галлоуэй был Генеральным секретарём в течение первых трёх из тех пяти лет. Комиссия заявила, что ответственность лежит в значительной степени на аудиторах, и никто из штаба организации наказан не был.

### Член парламента от Глазго
В 1986 году он боролся за место в Национальный исполнительный комитет Лейбористской партии; среди длинного списка кандидатов он пришёл только вторым с конца. На выборах 1987 году Галлоуэй выиграл место депутата в округе Глазго Хиллхед у Роя Дженкинса (Социал-демократическая партия).

### Проблемы в лейбористской партии
Когда Галлоуэй уже стал депутатом, его спросили о конференции «Войны с нуждой» в Греции (в которой он участвовал во время его предыдущей работы), он ответил: «Я путешествовал и провёл много времени с людьми в Греции, многие из которых были женщинами, некоторых из которых я познал в плотском смысле (англ. some of whom were known carnally to me). У меня фактически были половые сношения (англ. sexual intercourse) с некоторыми из людей в Греции». Это утверждение Галлоуэя сразу попало на первые полосы британских таблоидов, и в феврале 1988 года Исполнительный комитет лейбористов его избирательного округа объявил ему вотум недоверия. Он участвовал в перевыборах в члены Избирательного округа партии в июне 1989 года, но не смог получить большинство коллегии выборщиков в первом туре выборов. Это было худшим результатом во внутренних перевыборах для любого действующего члена парламента от Лейбористской партии за всю историю.
В 1990 году в еженедельнике левого крыла лейбористов «Трибуна» («Tribune») появилась заметка (официально помещённая редакцией в рубрику «рекламный материал») под заголовком «Потерянный: член парламента, который откликается на имя Джордж» и подзаголовком «Лысеющий и по прозвищу великолепный», где говорилось, что потерянный член парламента был замечен в Румынии, но не был на съездах избирательного округа партии в течение целого года. Номер телефона данный в рекламной заметке оказался телефоном лондонского Клуба «Groucho», из которого Галлоуэй был незадолго до того исключён (с тех пор его повторно допустили в членство клуба). Галлоуэй угрожал судом и сказал, что за год он был на пяти встречах избирательного округа партии. Он в конечном счёте получил от «Трибуны» сумму денег в качестве мирного досудебного примирения.
На выборах руководителя партии лейбористов в 1992 году Галлоуэй голосовал за Джона Смита и Маргарет Бекетт, в итоге они и выиграли посты председателя и его заместителя соответственно. В 1994 году после смерти Смита Галлоуэй отказался от права голоса на выборах нового руководителя партии.
В дебатах с лидером Шотландской национальной партии Алексом Салмондом Галлоуэй ответил на одну из насмешек Салмонда против Лейбористской партии заявлением: «Мне всё равно, что там думает Тони Блэр» («I don’t give a fuck what Tony Blair thinks»).
В 1997 году на выборах членов партийного списка лейбористского избирательный округа Глазго Келвин Галлоуэй успешно победил Шиону Уолдрон. В 2001 году он прошёл в список автоматически, так как никто не выставил против него кандидатуру на голосование в партийный список. На всеобщих выборах в парламент Соединённого Королевства 1997 и 2001 гг. Галлоуэй был кандидатом Лейбористской партии в округе Глазго Келвин и оба раза убедительно победил своих соперников.

### Изгнание из лейбористской партии
Галлоуэй стал вице-президентом коалиции Stop the War (StWC) в 2001 году. Он был активно вовлечён в работу коалиции, часто выступая на платформах StWC и на антивоенных демонстрациях. С трибуны вице-президента Галлоуэй сделал много агрессивных и спорных утверждений против западного вторжения в Ирак в 2003 году. Его высказывания против западного милитаризма стали формальными причинами для его изгнания из Лейбористской партии. 28 марта 2003 он сказал в интервью Abu Dhabi TV, что Тони Блэр и Джордж Буш «лгали британским Воздушным силам и Флоту, когда они сказали, что сражение в Ираке будет очень быстрым и лёгким. Они напали на Ирак как волки…», — и добавил, — «… лучшее, что могут сделать британские солдаты, это отказаться повиноваться незаконным приказам». Он назвал лейбористское правительство «машиной лжи Тони Блэра». Другим скандальным заявлением Галлоуэя была фраза из интервью — «Ирак, борется за всех арабов. Где арабские армии?» «The Observer» сообщил в 2003 году что Главный прокурор Англии и Уэльса рассматривал запрос в прокуратуру о возможном нарушении Галлоуэем «Закона 1934 года о Подстрекательстве к бунту», (en:Incitement to Disaffection Act 1934) хотя никакого судебного преследования в итоге не произошло.
18 апреля, «The Sun» опубликовало интервью с Тони Блэром, который сказал: «Его комментарии были позорными и неправильными. Национальный исполнительный комитет [лейбористов] будет разбираться с этим.» Генеральный секретарь Лейбористской партии, цитируя откровенное мнение Галлоуэя относительно Блэра и Буша в их инициации войны в Ираке, временно отстранил его от занятия партийного поста 6 мая 2003 года, заявив что Галлоуэй нарушил конституцию партии «навлекая на Лейбористскую партию дурную славу через поведение, которое является наносящим ущерб или чрезвычайно вредным для Партии». Национальный комитет проводил слушание 22 октября 2003 года, чтобы рассмотреть обвинения, взял свидетельства непосредственно от Галлоуэя, от других партийных свидетелей, рассмотрел интервью в СМИ, среди других на слушание слушались показания Тони Бенна. На следующий день, комитет нашёл, что обвинение навлечения дурной славы на партию («charge of bringing the party into disrepute») доказано, и таким образом Галлоуэй был исключён комитетом из Лейбористской партии. Галлоуэй назвал слушание Комитета «показательным процессом» и «судом кенгуру».

### Выборы 2005
В январе 2004 года Галлоуэй объявил, что он присоединится к Социалистическому Союзу и другими движениями, объединившимися в коалицию Respect. Это и случилось, несмотря на наличие у него антипатии к троцкизму, а троцкисты составляли большинство в Респекте, так как троцкистская Социалистическая рабочая партия Великобритании стала основой для коалиции.
Некоторые прежние члены Социалистического Союза, включая группы Свобода Рабочих (Workers Liberty) и Власть Рабочих (Workers Power), возразили против формирования коалиции с Галлоуэм, цитируя его неоднозначные и иронические интервью, в частности его комментарии на предложение жить только на среднюю зарплату рабочего (которую получают члены парламента от Социалистической партии Шотландии) — «я не мог бы жить на заработную плату трёх рабочих».
Он стал кандидатом от Респекта в Лондоне на выборах в Европейский парламент в 2004 году, но не прошёл, набрав 91,175 из 115,000 необходимых голосов.
Галлоуэй позже объявил, что он не будет идти на дополнительные выборы, которые были возможны, и также не пойдёт на всеобщие выборы от Глазго. На всеобщих выборах Соединённого Королевства в 2005 году округ Галлоуэя Келвин был разделён между тремя соседними избирательными округами. Один из них, Центральный избирательный округ Глазго, возможно, был его лучшим шансом победить, но там от Лейбористской партии выставлялся его давний друг Мохаммад Сарво, первый член парламента — мусульманин и противник войны в Ираке; Галлоуэй не желал бросать вызов ему. После того, как европейские результаты выборов стали известными, Галлоуэй объявил, что он будет выставляться в избирательном округе Bethnal Green and Bow, где у Респекта были самые сильные результаты выборов и где тогдашняя член парламента от лейбористской партии в этом округе Уна Кинг, поддерживала войну в Ираке.
5 мая Галлоуэй был избран в парламент 823 голосами и произнёс пламенную речь, говоря, что на руках Тони Блэра кровь 100 000 человек. Когда на последующим за победой интервью по телевидению ведущий Джереми Паксмэн стал провоцировать Галлоуэя и спросил, был ли тот счастлив удалить из Парламента одну из немногих чёрных женщин (Уна Кинг — негритянка), Галлоуэй ответил, что «я не полагаю, что людей избирают из-за цвета их кожи. Я полагаю, что людей избирают из-за их достижений и из-за их политики».
Уна Кинг позже сказала что она считает линию поведения Паксмэна неподобающей. «Ему [Галлоуэю] нельзя запретить выставлять кандидатуру против меня, потому что я — чёрная женщина… Я не оцениваю себя, и не желаю быть оценённой по этнической принадлежности или религии».
«Приятно вернуться назад», сказал Галлоуэй когда был приведён к присяге как член парламента. Он обязался представлять «людей, которых Лейбористская партия оставила» и «вступаться за те, у кого нет больше никого, чтобы вступиться за них».

### Парламентская деятельность
После того, как Галлоуэй был временно отстранён и позже исключён из Лейбористской партии, его участие в парламентской деятельности упало к минимальным уровням. После дебатов по Ираку 25 марта 2003 года, Галлоуэй не вмешивался в парламентские дебаты и не задавал устные вопросы в Палате общин.
За первый год после выборов 2005 года он участвовал только в 15 % заседаний в Палате общин. Галлоуэй сказал, что зато вёл политику среди «широких масс». Его собственная оценка — он сделал 1100 общественных выступлений в период между сентябрём 2001 и маем 2005.
В 2006 году участвовал в реалити-шоу Celebrity Big Brother.
На сентябрь 2009 года у него всё ещё был один из самых низких показателей участия в работе парламента, 8,4 %, в общей сложности 93 голосования из возможных 1113.

### Выборы 2010 года
10 августа 2007 года Галлоуэй подтвердил, что он будет выставляться в недавно созданном избирательном округе Poplar and Limehouse, где у Лейбористской партии было большинство, кандидатом Лейбористской партии был Джим Фицпатрик. На выборах Галлоуэй был побеждён, став третьим после кандидатов от Консервативной и Лейбористской партий. Он получил 8460 голосов.

### Выборы 2012 года
После отставки депутата Марши Сингха, связанной с его плохим здоровьем, 29 марта 2012 года состоялись перевыборы депутата в округе Брадфорд Уэст. Галлоуэй выиграл выборы с неожиданно сокрушительным результатом 55,9 % (18431 голосов). Соперники от лейбористов и консерваторов набрали 25 и 8,4 процентов соответственно.

### Выборы 2024 года
29 февраля 2024 года в качестве кандидата от Рабочей партии Британии победил на дополнительных выборах в округе Рочдейл в Большом Манчестере с рекордным результатом в 39,7 %. При этом его сильнейшим соперником оказался независимый кандидат Дэвид Талли, которого поддержали 21,3 % избирателей, а кандидат лейбористов Ажар Али (Azhar Ali) набрал только 7,7 %, на 43,9 % ухудшив результат своей партии в этом округе по сравнению с предыдущими выборами. Предвыборная кампания строилась на отношении к войне в Газе, и Галлоуэй заявлял о себе как о наилучшем представителе избирателей-мусульман (членство Ажара Али в Лейбористской партии было приостановлено незадолго до выборов и он по-прежнему значился в бюллетенях её кандидатом). 30 мая того же года парламент Британии был распущен. На выборах в июле Галлоуэй и его партия избраться не сумели.

## Политические взгляды
Галлоуэй поддерживает большие расходы на социальные нужды, и национализацию большинства отраслей промышленности. Галлоуэй лично настроен против абортов. Он также выступает против шотландской независимости, но поддерживает право людей голосовать по этому вопросу через референдум. Он также поддерживает Кампанию за ядерное разоружение. Галлоуэй привлёк большое внимание его комментариями по внешней политике Великобритании по Ливии, Пакистану, Ираку, и палестино-израильскому конфликту.

### Ирак и Саддам Хуссейн
Галлоуэй выступил против войны в Заливе 1991 года и критиковал западные экономические санкции против Ирака, так как, по его мнению, те ударили не по руководству Ирака, а по простым людям. Он посетил Ирак дважды и встретился с высшими правительственными чиновниками. В 1994 году Галлоуэй попал под самую сильную критику, когда во время ближневосточного турне, после его возвращения из Палестины, он встретился с Саддамом Хуссейном. На встрече он сообщил о поддержке, оказанной Саддаму жителями Сектора Газа, и закончил речь на английском языке словами: «Сэр, я приветствую Вашу храбрость, Вашу силу, Вашу неутомимость». В январе 2007 года на Би-би-си прозвучало публичное заявление Галлоуэя в котором он заявил, что в лице президента он приветствовал храбрость и силу всего иракского народа.
Анас Аль-Тикрити (Anas Altikriti), друг Галлоуэя, представитель «Ассоциации мусульман Великобритании» сказал: «это приветствие Галлоуэя было выхвачено из контекста. Когда он сказал „приветствую Вас“, он подразумевал иракский народ, он приветствовал их неутомимость, их стойкость против санкций. Даже переводчик понял его правильно, и, на арабском языке, перевёл приветствия в адрес иракского народа».
В 1999 году, Галлоуэй был раскритикован за то что провёл Рождество в Ираке с Тариком Азизом, тогдашним Заместителем премьер-министра Ирака. 17 мая 2005 года, на слушании Постоянной Подкомиссии по Расследованиям Комитета по Безопасности Родины и Правительственным Делам Сената Соединённых Штатов, Галлоуэй заявил, что он провёл много встреч с Азизом, и характеризовал их отношения как дружественные. После падения Саддама, он продолжал хвалить Азиза, называя его «выдающимся дипломатом и интеллектуалом». В 2006 году появилось видео, показывающее Галлоуя, с энтузиазмом приветствующего Удея Хуссейна, старшего сына Саддама, титулом «Превосходительство» во дворце Удея в 1999 году. Как написала газета The Scotsman: «Оба делали незавидные комментарии о Соединённых Штатах и шутили о похудении, облысении и о том как трудно бросить курить».
В дебатах Палаты общин 6 марта 2002 года, Министр иностранных дел Бен Брэдшоу сказал относительно Галлоуэя, что он был «не только апологетом, но и глашатаем для иракского режима за многие годы.» Галлоуэй назвал Министра лжецом, — «обвинение что я — глашатай для диктатора, является позором», — на заседании парламента завязался спор такой силы что его приостановили. Брэдшоу позже забрал своё утверждение, а Галлоуэй принёс извинения за использование в том споре «непарламентских выражений». В августе 2002 года Галлоуэй возвратился в Ирак и встретился Саддамом Хуссейном второй раз. Согласно Галлоуэю, намерение поездки состояло в том, чтобы убедить Саддама повторно допустить инспекторов Организации Объединённых Наций по ядерному вооружению в страну.

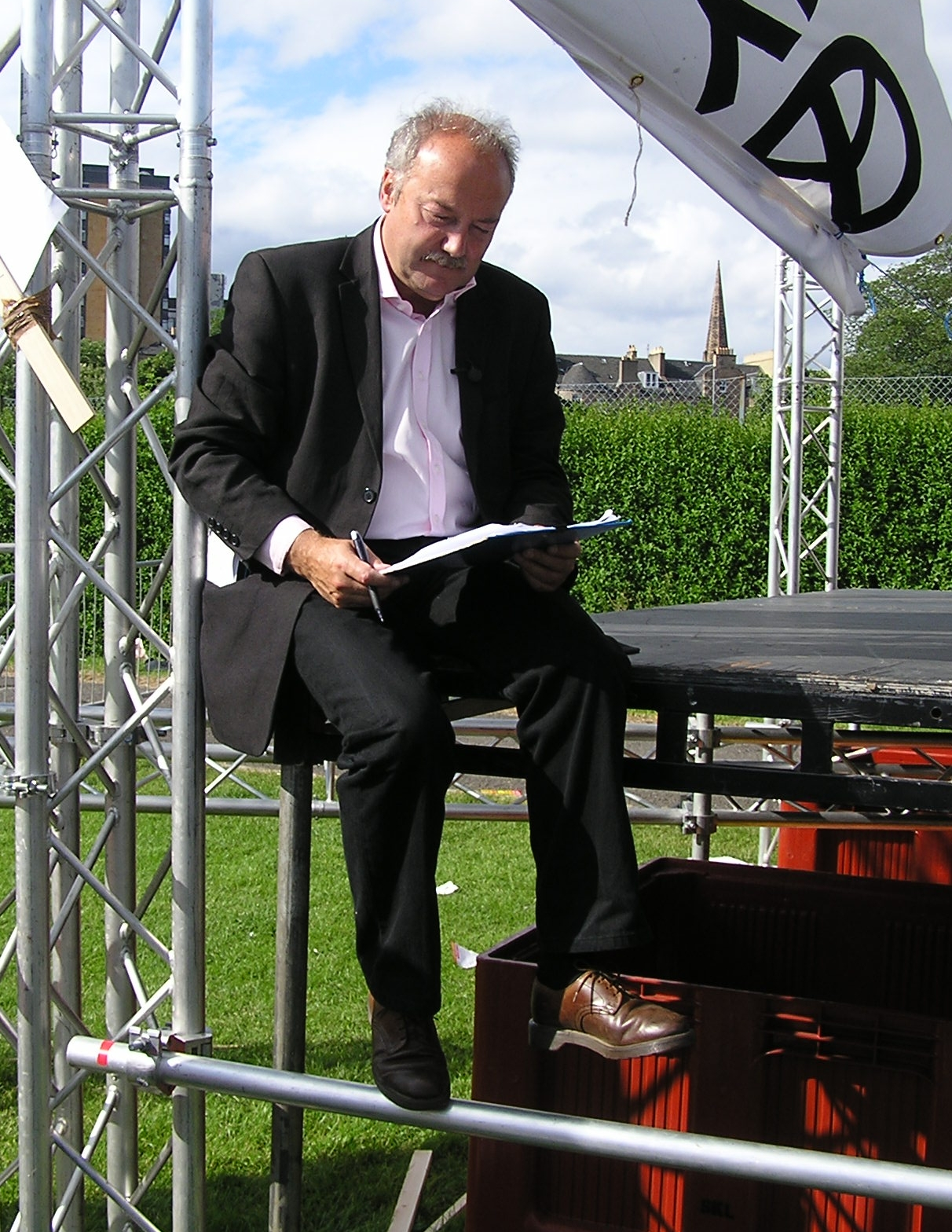
Галлоуэй подписывает петицию политических беженцев, сидя на краю сцены, во время митинга Коалиции Stop the War, 2005 год

Свидетельствуя в суде против «Daily Telegraph» в 2004 году, Галлоуэй заявлял, что он считает Саддама «зверским диктатором» («bestial dictator») и будет приветствовать его устранение от власти, но не посредством военного нападения на Ирак. Галлоуэй также указал что он был критиком режима Саддама Хуссейна в 1980-х, так же как и критиком роли Маргарет Тэтчер и её правительства в поддержке продаж оружия Ираку во время войны Ирака с Ираном. Член парламента от лейбористской партии Tam Dalyell во время партийных споров о том, должен ли Галлоуэй быть выгнан из лейбористской партии, сказал что «в середине 1980-х был только один член парламента, который говорил о правах человека в Ираке и их там нарушениях, и это был Джордж Галлоуэй».
Когда проблема встреч Галлоуэя с Саддамом Хуссейном была поднята американским Сенатом, Галлоуэй, утверждал, в том числе и в своей речи в Сенате, что он видел Саддама «точно то же самое количество раз как и Министр обороны Соединённых Штатов Дональд Рамсфельд. Различие — Дональд Рамсфельд, встречался с ним, чтобы продать ему оружие и дать ему карту чтобы лучше нанести удар этим оружием».
Он продолжил, «я встретился с ним, чтобы попытаться положить конец санкциям, страданиям и войне».
Во время интервью 9 марта 2005 года в университете Дакки Галлоуэй призвал к глобальному союзу между «мусульманами и прогрессивистами»: «Я не только думаю, что это возможно, но и я думаю, что это жизненно необходимо, и я думаю, что это уже происходит. Это возможно, потому что у прогрессивного движения во всём мире и у мусульман есть те же самые враги. Их враги — сионистская оккупация, американская оккупация, британская оккупация бедных стран, это главным образом мусульманские страны».

### Блэр и Буш
На национальной конференции Национального союза работников Железных дорог и Морского транспорта, 30 июня 2003 года, Галлоуэй принёс извинения за то что назвал Джорджа Буша «волком», говоря что это сравнение опорочило волков: «Никакой волк не совершил бы такого рода преступлений против человечества, какие Джордж Буш совершил против людей Ирака».
20 ноября 2004 года Джордж Галлоуэй дал интервью Abu Dhabi TV, в котором он сказал:
люди, которые вторглись и разрушили Ирак и убили больше чем миллион иракских людей санкциями и войной будут гореть в Аду на адских огнях, и их имя в истории будет заклеймено как имя убийц и военных преступников навсегда. Фаллуджа это Герника, Фаллуджа это Сталинград, и Ирак пылает в огне в результате действий этих преступников. Ни из-за движения сопротивления, ни из-за кого - либо ещё, но из-за этих преступников, которые вторглись и напали как волки на людей Ирака. И между прочим, те арабские режимы, которые помогли им сделать это, будут гореть в тех же самых адских огнях.
20 июня 2005 года он появился на Аль Джазире, где критиковал эти двух лидеров и некоторых других.
Буш, и Блэр, и премьер-министр Японии, и Сильвио Берлускони, эти люди - преступники, и они ответственны за массовые убийства в мире, за войны, за оккупацию, посредством их поддержки Израиля, и посредством их поддержки  капиталистической экономической системы, которая является самым большим убийцей, которого когда-либо знал мир. Это убило гораздо больше людей, чем Адольф Гитлер. Это убило гораздо больше людей чем Джордж Буш. Экономическая система, которую поддерживают эти люди, оставляет большинство людей в мире голодным, и без чистой воды, чтобы пить. Таким образом мы собираемся привлечь к суду их, лидеров, ... Древние свободы, которые мы имели в течение сотен лет, крадутся у нас под маской войны с террором, когда реально самые большие террористы - правительства Великобритании и Соединённых Штатов. Они - реальные страны - изгои, ломающие международное право, вторгающиеся в страны других людей, убивая их детей от имени антитерроризма, когда фактически, всё, чего они достигают - создают ещё больше террористов в мире, а не меньше, делают сделать мир более опасным, а не менее опасным.
3 февраля 2006 года Галлоуэю отказали во въезде к Египет в Каире в аэропорту, и задержали «на основаниях национальной безопасности». Будучи задержанным в течение ночи, он сказал, что египетский президент всё же «принёс извинения от имени египетских людей», и ему разрешили въехать в страну.
В интервью с Пирсом Морганом для GQ Magazine в мае 2006 года Галлоуэя спросили, будет ли гипотетическая атака террориста-самоубийцы на Тони Блэра, если никто вокруг не пострадает, «морально оправдана» «как месть за войну с Ираком?». Он ответил — «Да, это будет морально оправдано. Я не призываю к этому, но если это случилось бы, то это будет иметь совершенно различный моральный принцип в сравнении с терактами 7 июля 2005 года в Лондоне. Это было бы полностью логично и объяснимо, и нравственно эквивалентно приказам об убийстве тысяч невинных людей в Ираке, поскольку Блэр их отдавал.» Он далее заявил что, если бы он знал о таком плане, что он сообщил бы соответствующим властям, говоря: «Я бы сообщил в полицию, потому что такая операция была бы контрпроизводительна, потому что это только произведёт новую волну антимусульманского, антиарабского чувства, сделанного на скорую руку прессой. Это привело бы к новым безжалостным антитеррористическим законам, и вероятно усилило бы присутствие британских и американских сил в Ираке, а не ослабило это. Итак, да, я сообщил бы властям». Некоторые журналисты, например Кристофер Хитченс расценили это как призыв к теракту.

### Теракты в Лондоне в июле 2005
Галлоуэй осудил нападения, но утверждал, что эти теракты не могут быть отделены от той ненависти и горечи, которую чувствуют мусульмане из-за несправедливости в Палестине, Ираке, и Афганистане, включая несправедливость, как он сказал, произошедшую в результате британской внешней политики:
Я осуждаю то действие, которое было совершено этим утром. У меня нет никакой потребности размышлять о её авторстве. Абсолютно ясно, что Исламистские экстремисты, вдохновлённые мировоззрением Аль-Каиды, ответственны за это. Я осуждаю это крайне как позорное деяние, совершённое  против рабочих на их пути на работу, без предупреждения, в метро и в автобусах. Позвольте мне сказать без уклончивости: основная ответственность за кровопролитие этого утра лежит на исполнителях этих действий... депутат от Северного Дарема (г-н. Джонс), в его прекрасной речи, описал сегодняшние события как "непредсказуемые". Они совершенно не были непредсказуемы. Наши собственные службы безопасности предсказали их и предупредили Правительство, что, если мы вторгнемся в Ирак, мы будем в большем риске от террористических атак, таких как эта, которую мы перенесли этим утром... Презренно, да; но весьма предсказуемо. Это было полностью предсказуемо и, я предсказываю, это не будет последний раз.
Министр Вооружённых сил Адам Ингрэм описал замечания Галлоуэя как «позорные» и обвинял Галлоуэя что тот «погружает свой ядовитый язык в лужу крови».

### Позиция по Ирану
Галлоуэй вызвал критику как левых, так и правых британских политиков своими комментариями, касающимися политики Ирана, и своей работой на иранском канале спутникового телевидения Press TV. Скотт Лонг, пишущий в The Guardian, отстаивая права ЛГБТ, раскритиковал слова Галлоуэя, что «в Иране не казнят гомосексуалов, только насильников», и указал, что текущий закон в стране предусматривает, что «проникающие половые акты между мужчинами могут повлечь смертную казнь при первом осуждении». Активист защиты прав ЛГБТ Питер Тэчелл, также в «Гардиан», обвинял Галлоуэя в распространении «проиранской пропаганды»: «Его слова, что лесбиянки и геи не подвергаются риску смертной казни в Иране, опровергнуты каждой уважаемой организацией прав человека, включая Amnesty International, Human Rights Watch, Международная Комиссия по правам человека геев и лесбиянок и Международную ассоциацию лесбиянок и геев».

### Позиция по распаду СССР
Галлоуэй в интервью газете «Гардиан» заявил — «я левый антиимпериалист… Если Вы спрашиваете, поддерживал ли я Советский Союз, да, я поддерживал. Да, я действительно поддерживал Советский Союз, и я думаю, что исчезновение Советского Союза — самая большая катастрофа моей жизни. Если бы был Советский Союз сегодня, то у нас не было бы этой беседы о нашем погружении в новую войну на Ближнем Востоке, и США не разрушали бы весь земной шар».